# Wólka Modrzejowa
Wólka Modrzejowa – wieś sołecka w Polsce położona w województwie mazowieckim, w powiecie lipskim, w gminie Rzeczniów.
| SIMC    | Nazwa   | Rodzaj     |
| ------- | ------- | ---------- |
| 0635661 | Mołdawa | przysiółek |

W latach 1975–1998 miejscowość administracyjnie należała do województwa radomskiego.
W tej miejscowości urodził się Edward Wojtas, marszałek województwa lubelskiego w latach 2002–2003 i 2005–2006 oraz poseł na Sejm VI kadencji w latach 2007–2010.
Wierni Kościoła rzymskokatolickiego należą do parafii św. Mikołaja w Grabowcu.